# Keetia mannii
Keetia mannii är en måreväxtart som först beskrevs av William Philip Hiern, och fick sitt nu gällande namn av Diane Mary Bridson. Keetia mannii ingår i släktet Keetia och familjen måreväxter. Inga underarter finns listade i Catalogue of Life.